# Les Corps impatients
Pour plus de détails, voir Fiche technique et Distribution.
Les Corps impatients est le premier long métrage réalisé par Xavier Giannoli, sorti en 2003. Il est librement adapté du roman éponyme de Christian de Montella.

## Synopsis
Étudiant en droit, Paul (Nicolas Duvauchelle) accompagne sa petite amie Charlotte (Laura Smet) dans une grande ville où elle doit passer une série d’examens médicaux. Le jeune couple passe son temps entre l’hôpital et des ébats sexuels brutaux. Rompue par les allées et venues et par sa maladie naissante (un cancer) Charlotte se sent de plus en plus fatiguée. Un jour, alors que Charlotte dort, Ninon (Marie Denarnaud), sa cousine qu’elle n’a pas vue depuis cinq ans, leur fait une visite.

## Fiche technique
- Titre original : Les Corps impatients
- Réalisation : Xavier Giannoli
- Scénario : Xavier Giannoli et Christian de Montella, d'après son roman Les Corps impatients (Éditions Gallimard, Paris, 1995,  (ISBN 978-2-07-074192-2)
- Musique : Alexandre Desplat
- Photographie : Xavier Giannoli et Yorick Le Saux
- Montage : Philippe Kotlarski
- Décors : Olivier Radot
- Costumes : Aline Dupays
- Pays d'origine :  France
- Langue de tournage : français
- Tournage extérieur :
  - Val-de-Marne : Villejuif (Institut Gustave-Roussy)
  - Bouches-du-Rhône :
— Marseille (Gare Saint-Charles, Université de Provence)
— Martigues (crique de l'Arquet)
- Producteur : Edouard Weil
- Sociétés de production : Elizabeth Films (France)
- Soutiens à la production : CNC et Ciné Cinéma
- Pays de production :  France
- Société de distribution : Pan-Européenne
- Format : couleur — 35 mm
- Son : stéréophonique - DTS
- Genre : drame
- Durée : 94 minutes
- Date de sortie : France : 23 avril 2003

## Distribution
- Laura Smet : Charlotte
- Nicolas Duvauchelle : Paul
- Marie Denarnaud : Ninon
- Catherine Salviat : la mère
- Maurice Antoni : professeur Verdoux
- Julien Bouvard : Julien
- Louis-Do de Lencquesaing : l'interne
- Catherine Ducerf : la vendeuse de perruques
- Rodrigue Grego : Rodrigue